# True Love (песня XXXTentacion и Канье Уэста)
«True Love» — песня американских рэперов Канье Уэста и XXXTentacion. Изначально она была выпущена на одиннадцатом студийном альбоме Канье Уэста Donda 2, который был доступен эксклюзивно на устройстве Stem Player. Трек также входит в дебютный посмертный сборник XXXTentacion Look at Me: The Album. Песня была выпущена как сингл 27 мая 2022 года и стала доступна на стриминговых сервисах.

## История
Одиннадцатый студийный альбом Канье Уэста Donda 2 был выпущен эксклюзивно на устройстве Stem Player 23 февраля 2022 года. Он включает в себя две песни с посмертным вокалом от XXXTentacion: «True Love» и «Selfish». 23 мая 2022 года команда Онфроя сообщила в своих социальных сетях, что «True Love» будет выпущена как сингл 27 мая 2022 года на стриминговых сервисах, через день после того, как документальный фильм «Посмотри на меня: XXXTentacion» был выпущен на Hulu.
В песне Уэст и XXXTentacion обсуждают свои романтические трудности, включая развод Уэста с его бывшей женой Ким Кардашьян и расставание Онфроя со своей бывшей девушкой Женевой Айялой. Обложка представляет собой заметки из журнала XXXTentacion, который не задолго до выпуска песни обнаружила его мать.
Ранее Уэст и XXXTentacion сотрудничали на песне «One Minute» с альбома Skins.

## Участники записи
Информация взята из Qobuz.
- Марк Уильямс — композитор, автор текста
- Майк Дин — композитор, автор текста, продюсер, сведение, мастеринг
- Джон Каннингем — композитор, автор текста, продюсер, звукорежиссёр
- Канье Уэст — композитор, автор текста, продюсер
- Джон Роджер Брэнч — композитор
- Питер Филлипс — композитор, автор текста
- Рауль Кубина — композитор, автор текста
- Джасей Онфрой — композитор, автор текста, звукорежиссёр
- Шон Солимар — помощник звукорежиссёра
- Томми Раш — помощник звукорежиссёра
- Ojivolta[англ.] — продюсер

## Чарты
| Чарт (2022)                           | Высшая позиция |
| ------------------------------------- | -------------- |
| Австралия (ARIA)                      | 21             |
| Австрия (Ö3 Austria Top 40)           | 54             |
| Канада (Billboard Canadian Hot 100)   | 21             |
| Дания (Tracklisten)                   | 32             |
| Германия (GfK)                        | 54             |
| Мир (Billboard Global 200)            | 22             |
| Ирландия (IRMA)                       | 25             |
| Литва (AGATA)                         | 29             |
| Нидерланды (Single Top 100)           | 69             |
| Новая Зеландия (Recorded Music NZ)    | 19             |
| Норвегия (VG-lista)                   | 26             |
| Португалия (AFP)                      | 71             |
| ЮАР (RISA)                            | 17             |
| Швеция (Sverigetopplistan)            | 64             |
| Швейцария (Schweizer Hitparade)       | 39             |
| Великобритания (OCC UK Singles)       | 31             |
| Великобритания (OCC UK Hip Hop/R&B)   | 11             |
| США (Billboard Hot 100)               | 22             |
| США (Billboard Hot R&B/Hip-Hop Songs) | 5              |
| США (Billboard Rhythmic)              | 24             |